# Тею (Вилча)
Тею (рум. Teiu) — село у повіті Вилча в Румунії. Входить до складу комуни Галіча.
Село розташоване на відстані 152 км на захід від Бухареста, 23 км на південь від Римніку-Вилчі, 74 км на північний схід від Крайови, 133 км на південний захід від Брашова.

## Населення
За даними перепису населення 2002 року у селі проживали 418 осіб, усі — румуни. Усі жителі села рідною мовою назвали румунську.